# Planeta ziemiopodobna

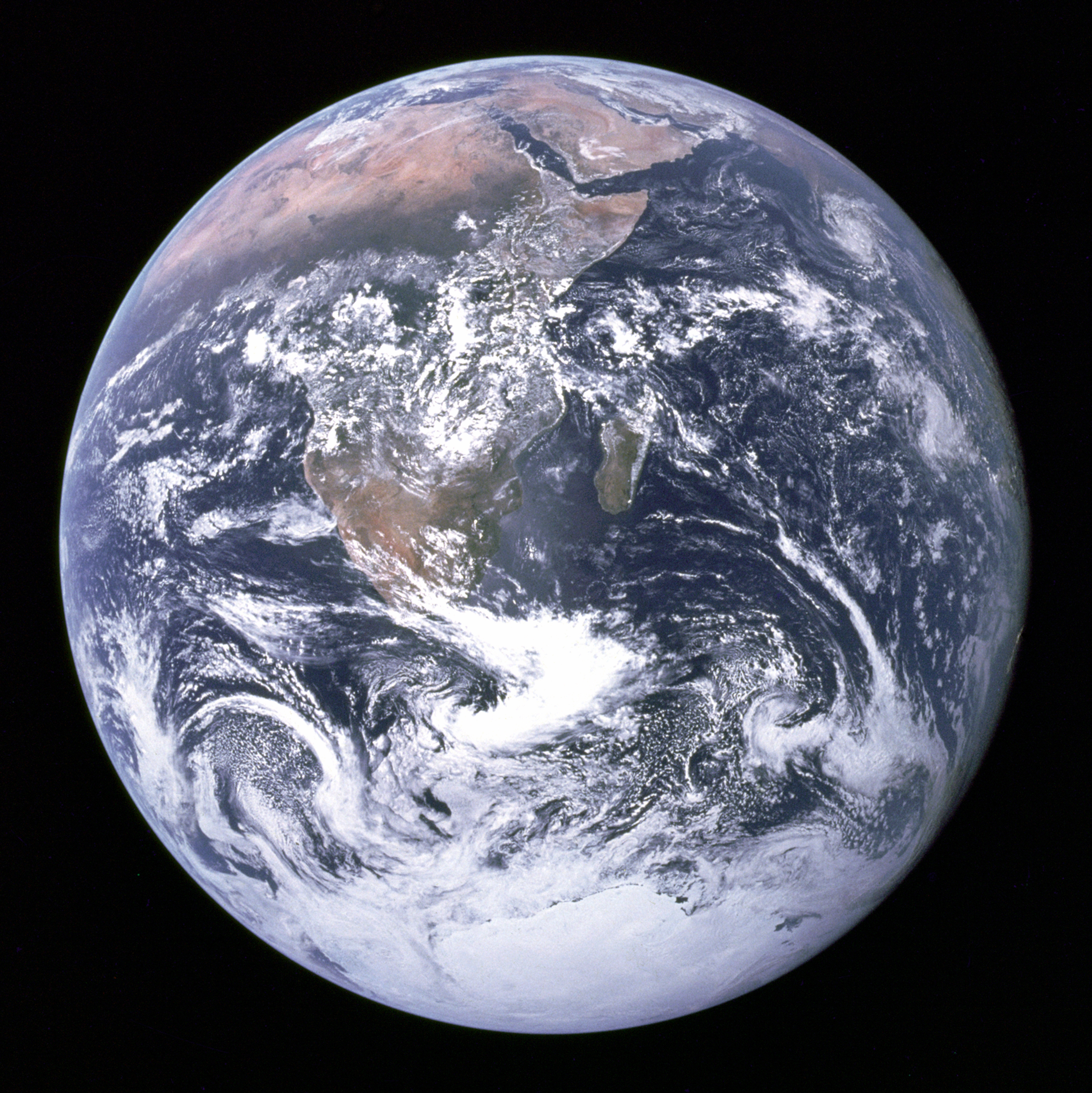
Ziemia widziana z kosmosu

Planeta ziemiopodobna (także bliźniaczka Ziemi, planeta siostrzana Ziemi, druga Ziemia) – planeta, na której panują podobne warunki jak na Ziemi.
Spekulacje na temat planet ziemiopodobnych pojawiają się w nauce, filozofii, fantastyce naukowej i popkulturze. Zwolennicy kolonizacji kosmosu uważają taką planetę za nowy dom dla ludzkości, umożliwiający przetrwanie w razie katastrofy na Ziemi. Uważają również, że im bardziej podobna do Ziemi planeta, tym większa szansa istnienia na niej życia i cywilizacji.
Istnienie planet ziemiopodobnych było postulowane jeszcze zanim rozpoczęto badania planet pozasłonecznych. Zasada kopernikańska stwierdza, że warunki panujące na Ziemi nie są wyjątkowe, zatem planety podobne do Ziemi powinny występować dość często w nieskończonym Wszechświecie, podczas gdy według hipotezy rzadkiej Ziemi są one niezmierną rzadkością. Filozofowie zauważyli, że biorąc pod uwagę wielkość Wszechświata, bliźniaczka Ziemi musi gdzieś istnieć (np. eksperyment myślowy „Ziemia Bliźniacza”).
Niektóre teorie naukowe wskazują, że planety podobne do Ziemi mogły istnieć w przeszłości w Układzie Słonecznym. W przyszłości mogą zostać utworzone sztucznie, np. za pomocą terraformowania. Według hipotezy Wieloświata, planeta taka może być również odpowiednikiem samej Ziemi w innym Wszechświecie.
Postęp w technikach wykrywania planet pozasłonecznych zwiększa prawdopodobieństwo, że planeta ziemiopodobna może zostać odkryta w przyszłości w Drodze Mlecznej. Prace poświęcone częstości występowania takich planet i ich liczby w naszej Galaktyce dają wartości od jednej (Ziemia) do miliardów; ostatnie badania, oparte na rosnącym materiale obserwacyjnym sugerują, że są one dość liczne.
Niedawne odkrycia wpłynęły na pole badań astrobiologii, modele warunków pozwalających na istnienie życia i poszukiwania inteligencji pozaziemskiej. NASA i Instytut SETI zaproponowały kategoryzację nowo odkrytych planet za pomocą skali podobieństwa do Ziemi (ang. Earth Similarity Index, ESI) na podstawie masy, promienia i temperatury. Według tego wskaźnika najbardziej podobną do Ziemi spośród znanych nam egzoplanet jest Proxima Centauri b (ESI 0,87).

## Historia

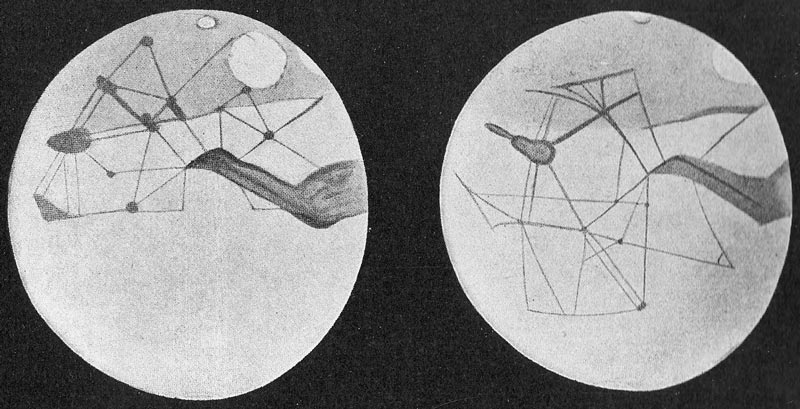
Rysunki Percivala Lowella ukazują Marsa jako suchą, ale możliwą do zamieszkania planetę

Około 400 p.n.e. Filolaos z Tarentu postulował w swojej koncepcji Wszechświata, że dla zachowania równowagi, po przeciwnej niż Ziemia stronie „centralnego ognia” znajduje się Antychton (Przeciwziemia), stanowiący przeciwwagę dla naszej planety.
W okresie od 1858 do 1920 wielu ludzi, w tym naukowców, uważało Marsa za planetę bardzo podobną do Ziemi, jedynie suchszą i z cieńszą atmosferą. Ze względu na podobne nachylenie osi i pory roku, wydawało się prawdopodobnym istnienie marsjańskiej cywilizacji, która stworzyła kanały na Marsie. Takie teorie rozwijali m.in. astronomowie Giovanni Schiaparelli i Percival Lowell. Mars w fikcji był przedstawiany jako planeta podobna do Ziemi, o pustynnym krajobrazie. Obrazy i dane z sond wysłanych w ramach programów Mariner i Viking, wymusiły weryfikację tych wizji, prezentując martwy świat pokryty kraterami. Wiele porównań z Ziemią okazało się jednak trafnych. Przykładowo, hipoteza o istnieniu w przeszłości oceanu na Marsie, ma początki w misjach Vikingów i została spopularyzowana w latach osiemdziesiątych. Gdy istnienie wody okazało się prawdopodobne, powstanie życia na Marsie znów zaczęło być uważane za możliwe i wzrosło postrzegane podobieństwo Marsa do Ziemi.
Podobnie aż do lat sześćdziesiątych XX w. Wenus była uważana, również przez naukowców za cieplejszą wersję Ziemi z grubszą atmosferą. Co do panujących na niej warunków, istniały hipotezy, że jest gorąca, pustynna i zapylona lub wilgotna, z chmurami i oceanami. Wenus w fikcji była przedstawiana jako podobna do Ziemi, spekulowano też o istnieniu wenusjańskiej cywilizacji. Jednak gdy próbniki zebrały dane naukowe o planecie, wizje te okazały się fałszywe.

## Właściwości i kryteria
Zazwyczaj przyjmuje się, że planeta ziemiopodobna będzie planetą skalistą. Istnieją analizy naukowe poświęcone możliwości odnalezienia planet tego typu. Często przyjmuje się inne kryteria takie jak rozmiar planety, typ gwiazdy (gwiazda typu słonecznego), odległość planety od gwiazdy, stabilność orbity, nachylenie osi, rotacja, podobna geografia, istnienie oceanów, właściwe warunki klimatyczne, silna magnetosfera, czy nawet obecność złożonych form życia (możliwość konwergencji i parelelizmu ewolucyjnego). Jeżeli istnieje złożone życie, lasy mogą pokrywać znaczną część powierzchni lądów. Jeżeli istnieją istoty rozumne, na planecie mogą znajdować się miasta. Niektóre z tych cech mogą być jednak mało prawdopodobne, ponieważ wynikają z dziejów Ziemi. Przykładowo, ziemska atmosfera nie zawsze była bogata w tlen. Jego obecność jest biosygnaturą wynikającą z obecności fotosyntetyzujących form życia. Również cechy wynikające z oddziaływania Księżyca (takie jak pływy) mogą także stanowić rzadkość we Wszechświecie.

### Rozmiar

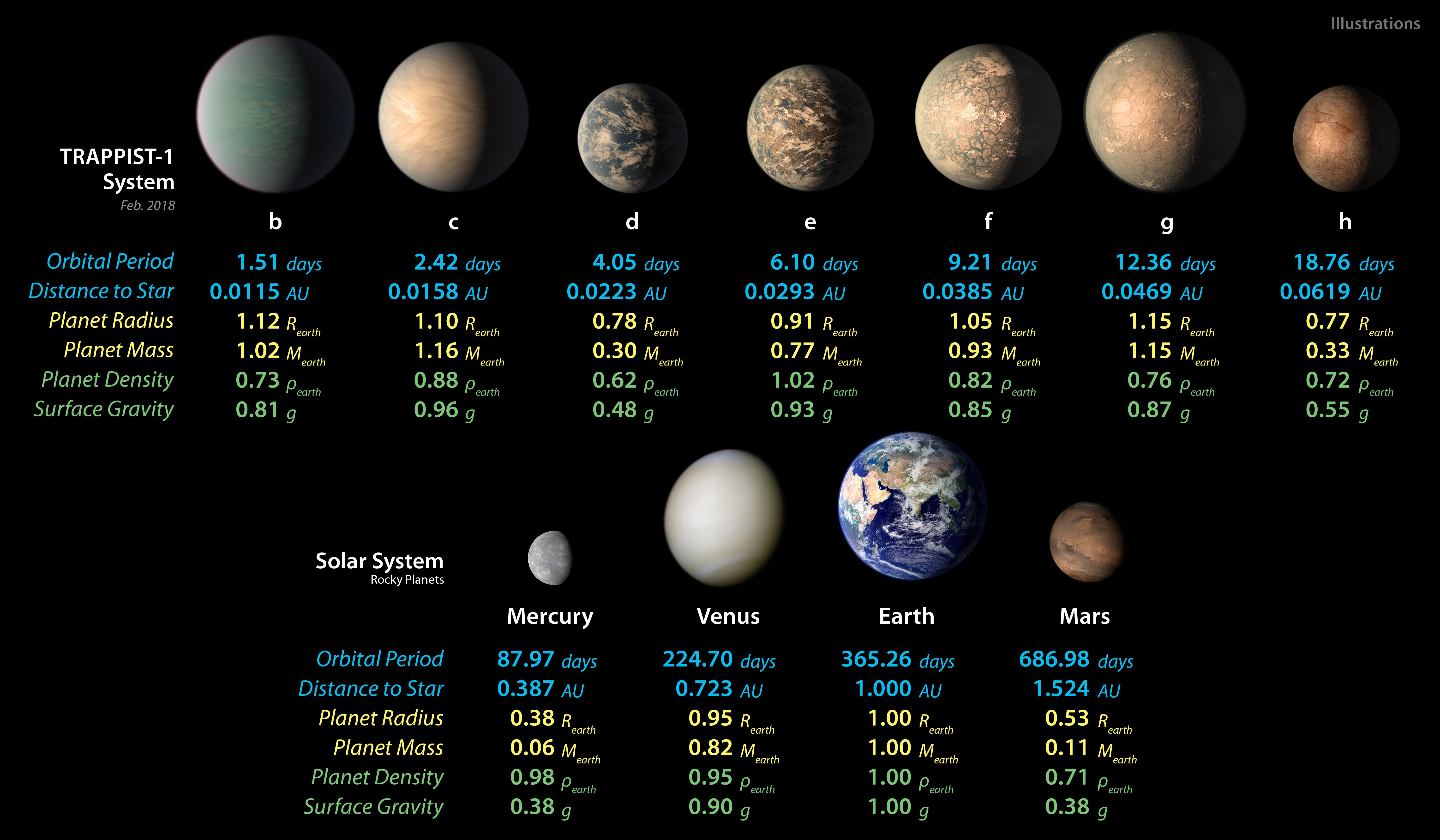
Porównanie wielkości planet układu TRAPPIST-1 i planet grupy ziemskiej w Układzie Słonecznym.

Wielkość jest często uważana za wskaźnik podobieństwa do Ziemi, planety o podobnym rozmiarze są najprawdopodobniej skaliste i mogą utrzymać dostatecznie grubą atmosferę. Do obliczenia wskaźnika ESI używa się masy i promienia.
Obecnie znanych jest bardzo wiele planet o rozmiarach podobnych do Ziemi lub niewiele większych. Poniższa tabela wymienia wybrane planety i księżyce o rozmiarze najbardziej zbliżonym do ziemskiego:
| Nazwa              | Masa (M🜨)    | Promień (R🜨) | Uwagi                                                                |
| ------------------ | ------------ | ------------ | -------------------------------------------------------------------- |
| Kepler-186f        | 1,5 +3,2−0,9 | 1,2          | Krąży w ekosferze czerwonego karła                                   |
| Proxima Centauri b | ≥1,3         | 1,1 ± 0,3    | W ekosferze czerwonego karła                                         |
| Kepler-20f         | < 14,3       | 1,03         | Nieco większa i prawdopodobnie bardziej masywna                      |
| TRAPPIST-1f        | 0,7          | 1,0          | Krąży w ekosferze bardzo słabego czerwonego karła                    |
| Ziemia             | 1            | 1            |                                                                      |
| TRAPPIST-1e        | 0,6          | 0,9          | Krąży w ekosferze bardzo słabego czerwonego karła                    |
| Wenus              | 0,815        | 0,949        | Trochę mniejsza, z drastycznym efektem cieplarnianym                 |
| TRAPPIST-1d        | 0,4          | 0,8          | Krąży blisko gwiazdy, z odpowiednią atmosferą może być ziemiopodobna |
| Kepler-20e         | < 3,08       | 0,87         | Mniejsza                                                             |
| Kepler-42b         | < 2,9        | 0,78         | Mniejsza, krąży zbyt blisko gwiazdy aby utrzymać ciekłą wodę         |
| Mars               | 0,107        | 0,533        | Sporo mniejszy                                                       |
| Ganimedes          | 0,025        | 0,413        | Sporo mniejszy                                                       |
| Tytan              | 0,0225       | 0,404        | Sporo mniejszy                                                       |

To porównanie wskazuje, że sam rozmiar niewiele mówi o panujących na powierzchni warunkach. Równie ważna jest temperatura: Wenus, Kepler-42b, czy planety układu Kepler-20 (odkryte w 2011) są bardzo gorące; Mars, Ganimedes i Tytan są zbyt zimne. Na planetach o podobnym rozmiarze mogą więc panować skrajnie różne warunki. Masy znanych księżyców są bardzo małe w porównaniu do Ziemi, a dokładny pomiar mas planet pozasłonecznych jest bardzo trudny. Mimo to, odkrycie planet zbliżonych rozmiarem do Ziemi jest ważne, gdyż wskazuje na częstość występowania planet ziemiopodobnych. Jednym z pierwszych kroków do odkrycia planety prawdziwie podobnej do Ziemi może być sporządzenie listy planet o podobnym rozmiarze, a następnie porównanie ich temperatur.

### Planeta skalista

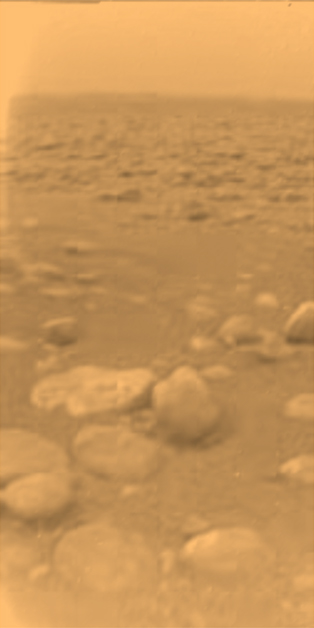
Powierzchnia Tytana (zdjęcie z próbnika Huygens), w pewnym stopniu podobna do ziemskich obszarów zalewowych.

Innym często podawanym kryterium jest konieczność, by bliźniaczka Ziemi była planetą skalistą. Jej powierzchnia powinna posiadać podobne właściwości geologiczne, lub przynajmniej powinna mieć podobny skład jak ziemska. Najlepszymi znanymi przykładami są tu Mars i Tytan. Mimo istnienia podobnych form terenu i kształtujących je procesów, istnieją znaczące różnice, jak temperatura, zawartość i stan skupienia wody (w obu przypadkach dominuje stały).
Wiele form terenu i minerałów obecnych na Ziemi powstało na skutek oddziaływania z wodą (np. glina i skały osadowe) lub działalności form życia (np. wapień oraz węgiel), oddziaływania z atmosferą i wulkanizmu. Planeta prawdziwie ziemiopodobna musiałaby uformować się w wyniku podobnych procesów.

### Temperatura
Istnieje wiele czynników, które wpływają na temperaturę planety, a zatem wiele możliwości oszacowania temperatury w sytuacji, gdy warunki atmosferyczne są nieznane. Dla planet pozbawionych atmosfer jest stosowana temperatura równowagowa. Jeśli planeta ma atmosferę, zakłada się obecność efektu cieplarnianego. Można też zmierzyć temperaturę powierzchni. Na każdą z tych temperatur wpływa klimat, który zależy od orbity i rotacji (lub obrotu synchronicznego) planety, wprowadzając do równania dalsze zmienne.
| Temperatury                      | Wenus        | Ziemia       | Kepler-22b   | Mars         |
| -------------------------------- | ------------ | ------------ | ------------ | ------------ |
| Globalna temperatura równowagowa | 307 K 34 °C  | 255 K −18 °C | 262 K −11 °C | 206 K −67 °C |
| poziom e.c. jak na Wenus         | 737 K 464 °C |              |              |              |
| poziom e.c. jak na Ziemi         |              | 288 K 15 °C  | 295 K 22 °C  |              |
| poziom e.c. jak na Marsie        |              |              |              | 210 K −63 °C |
| Obrót synchroniczny              | Prawie       | Nie          | Nie wiadomo  | Nie          |
| Globalne albedo Bonda            | 0,9          | 0,29         | Nie wiadomo  | 0,25         |
| Źródła:                          |              |              |              |              |

### Gwiazda typu słonecznego
Innym kryterium uznania planety za ziemiopodobną jest okrążanie przez nią gwiazdy podobnej do Słońca pod względem fotometrycznym i typu widmowego. Skład chemiczny planety wokół bliźniaka Słońca o podobnej zawartości metali może być zbliżony do składu Ziemi. Ponadto, kryterium to eliminuje ekstremalne właściwości i zmienność, które mogą charakteryzować inne typy gwiazd.
Mimo że odkryto planety okrążające gwiazdy podobne do Słońca, większość to gazowe olbrzymy i superziemie; wiele układów planetarnych bardzo odbiega budową od naszego.
Kepler-22, macierzysta gwiazda Kepler-22b jest nieco mniejsza i chłodniejsza od Słońca.
Typ gwiazdy nie zawsze wskazuje na cechy okrążających ją planet. Mars i Wenus obiegają tą samą gwiazdę co Ziemia, ale różnią się od naszej planety składem i innymi właściwościami.

### Woda na powierzchni i cykl hydrologiczny

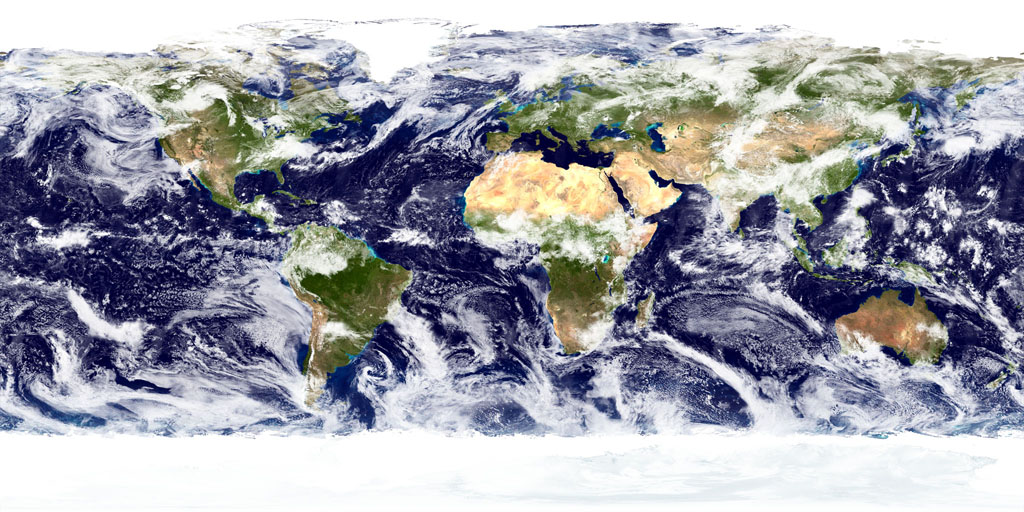
Woda pokrywa 70% powierzchni Ziemi i jest niezbędna dla wszystkich znanych form życia.

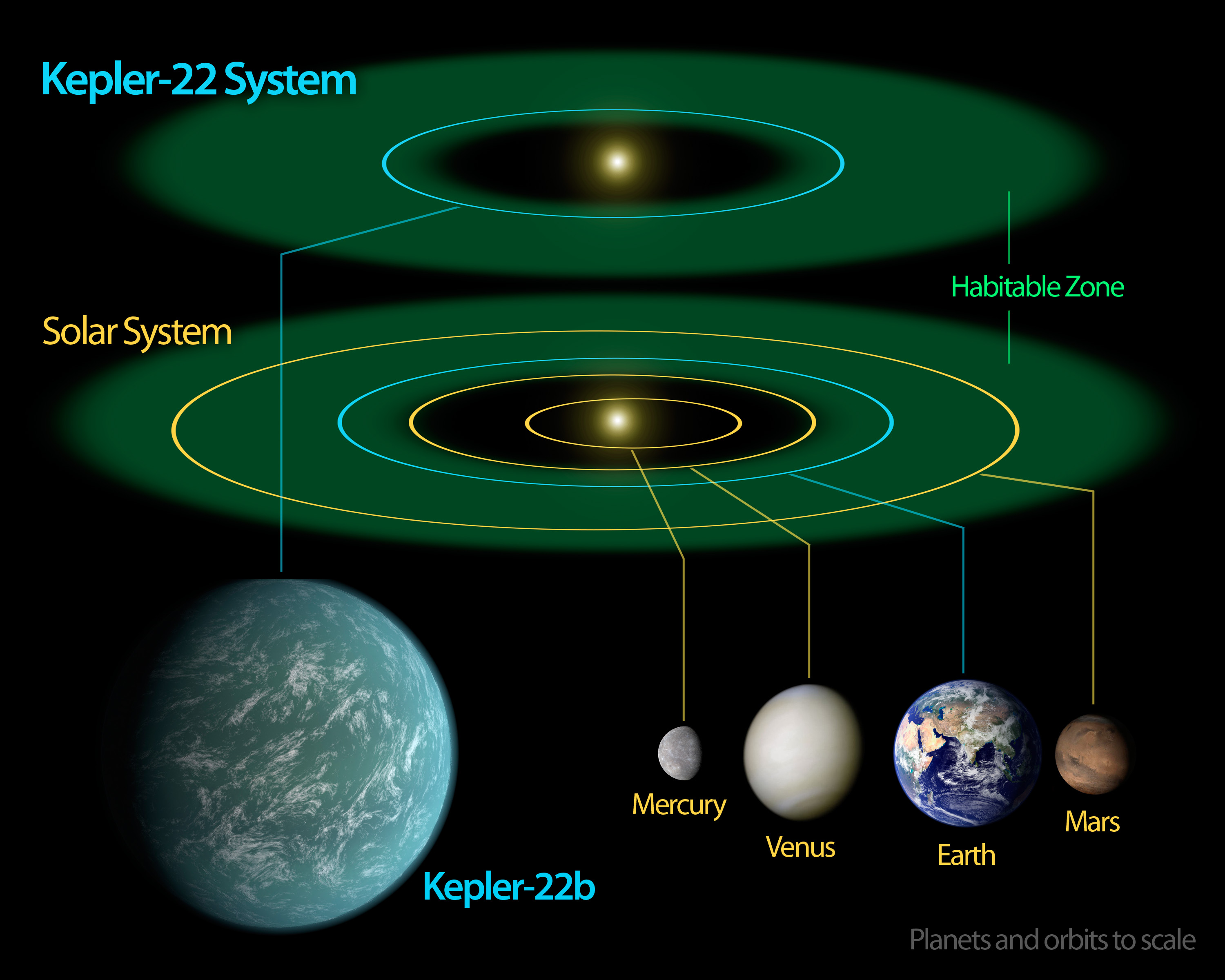
Kepler-22b, krążąca w ekosferze gwiazdy typu słonecznego, może być najbardziej obiecującym pozasłonecznym kandydatem do odkrycia ciekłej wody na powierzchni, choć jest o wiele większa od Ziemi, a jej skład pozostaje nieznany.

Pojęcie ekosfery (lub „strefy ciekłej wody”) definiuje region, gdzie woda może istnieć w stanie ciekłym na powierzchni planety, na podstawie właściwości Ziemi i Słońca. Według tego modelu, Ziemia orbituje mniej więcej w środku ekosfery. Jest to jedyna znana planeta, na której istnieją znaczące akweny. Wenus znajduje się po gorącej stronie ekosfery, a Mars po chłodnej; żadna z tych planet nie posiada obecnie zbiorników wodnych. Pozasłoneczne planety lub księżyce znajdujące się w ekosferze mogą jednak mieć akweny podobne do ziemskich. Oprócz zbiorników wodnych (oceanów i jezior), dla uznania planety za rzeczywiście ziemiopodobną niezbędne byłyby też lądy (planeta oceaniczna pozbawiona lądów nie byłaby ziemiopodobna).
Twierdzi się, że planeta prawdziwie ziemiopodobna musi nie tylko zajmować podobną pozycję w swoim układzie planetarnym, ale też okrążać podobną gwiazdę i mieć w przybliżeniu kolistą orbitę. Według tych kryteriów, najlepszym kandydatem jest Kepler-22b, który jest jednak sporo większy od Ziemi, a jego skład i budowa są nieznane. Również nasz Układ Słoneczny uczy, że planety w ekosferze wcale nie muszą być „ziemiopodobne”.
Planety o znaczącym stopniu podobieństwa do Ziemi mogą być znalezione przy użyciu mniej ścisłych kryteriów. W pewnych warunkach, np. przy silnym efekcie cieplarnianym, wysokim ciśnieniu lub grawitacji, planeta mogłaby utrzymać oceany i jeziora znajdując się poza klasycznie zdefiniowaną ekosferą. Tytan, znajdujący się daleko poza ekosferą, jest jedynym oprócz Ziemi ciałem w Układzie Słonecznym z cieczą na powierzchni, choć są to węglowodory, a nie woda. W innych układach planetarnych mogą istnieć światy podobne do Ziemi, jednak o suchej lub zlodowaciałej powierzchni pomimo istnienia pary wodnej w atmosferze, wód gruntowych lub podziemnych oceanów, o powierzchni porównywalnej do ziemskich pustyń lub obszarów polarnych.

## Kandydaci w Układzie Słonecznym
Na początku dziejów astronomii, Wenus (a w mniejszym stopniu Mars i Neptun) były uważane za planety ziemiopodobne, a nawet za ojczyzny cywilizacji pozaziemskich. Te hipotezy okazały się błędne. Mimo tego, naukowcy stwierdzili podobieństwa między Ziemią i Marsem a niektórzy twierdzą, że miliardy lat temu Mars i Wenus były bardzo podobne do Ziemi.

### Mars

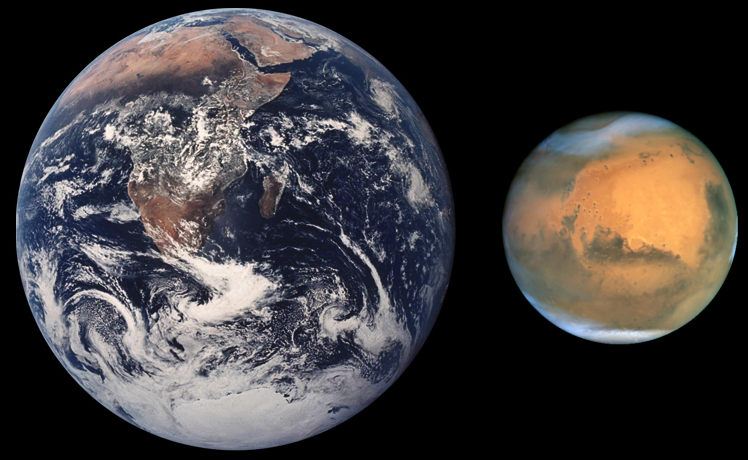
Porównanie wielkości Ziemi i Marsa

Mars charakteryzuje się pewnym podobieństwem do Ziemi. Tak jak Ziemia, ma atmosferę, tworzącą efekt cieplarniany; podobną geografię, wliczając polarne czapy lodowe; zbliżony czas obrotu wokół osi, świadectwa wulkanizmu. Istnieją również dowody na obecność ciekłej wody. W związku z powyższym, na Marsie wciąż prowadzi się poszukiwania życia. Planowana jest też kolonizacja Marsa przez ludzi.
Z drugiej strony, Mars jest sporo mniejszy, nie ma magnetosfery, a marsjański rok jest prawie dwa razy dłuższy od ziemskiego. Jego mroźny klimat, słaba grawitacja i cienka atmosfera złożona głównie z dwutlenku węgla czynią go wrogim środowiskiem dla ziemskich form życia.

#### Dawny Mars

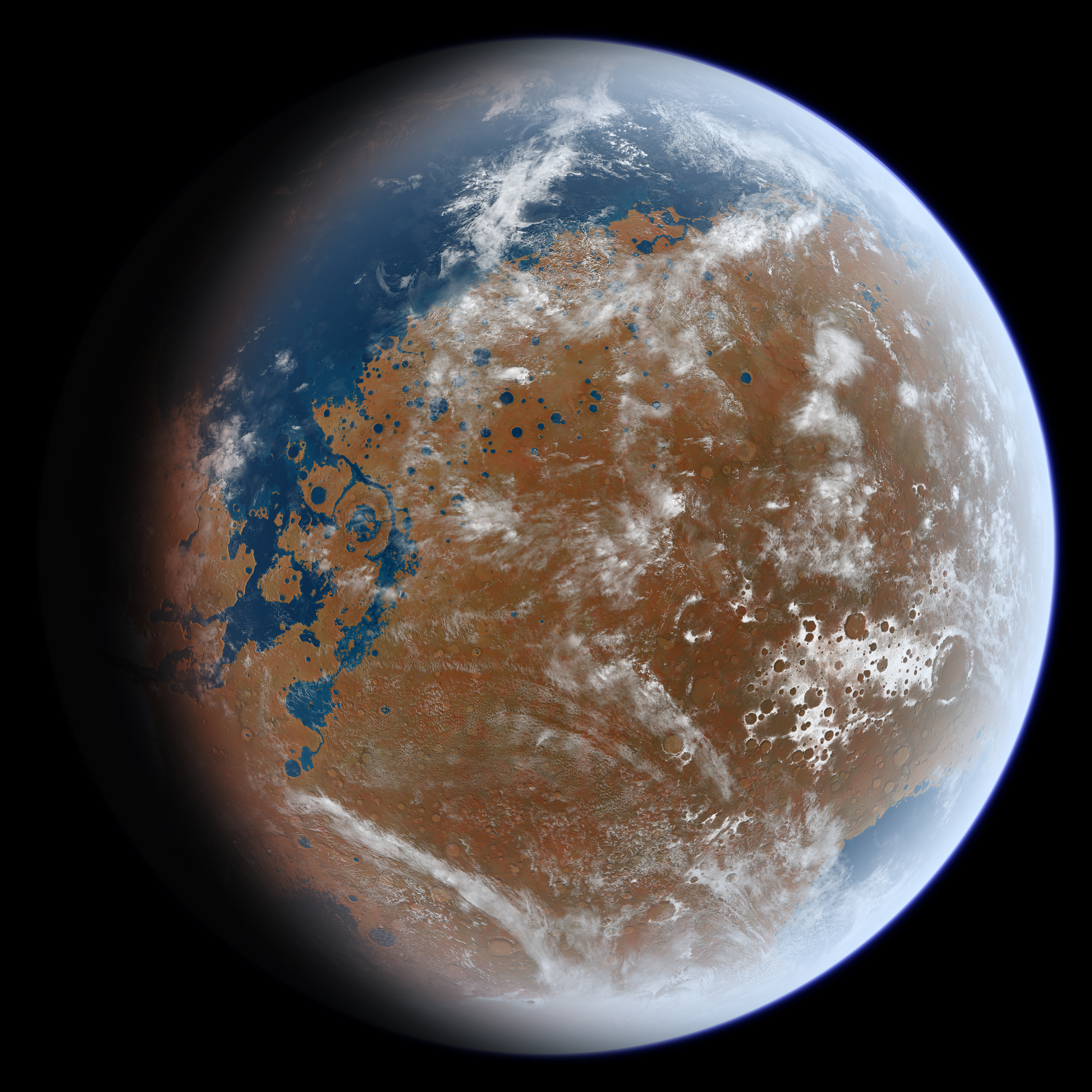
Artystyczne wyobrażenie wczesnego Marsa z oceanami, oparte na danych geologicznych

W przeszłości Mars mógł mieć klimat podobny do ziemskiego, oraz zbiorniki wodne na powierzchni.

##### Hipotetyczny ocean
We wczesnej historii geologicznej planety jedna trzecia powierzchni Marsa mogła być pokryta oceanem ciekłej wody. Ten ocean, nazywany Oceanus Borealis, mniej więcej 3,8 mld lat temu miał wypełniać niziny Vastitas Borealis na północy Marsa, region położony 4–5 km poniżej średniego poziomu planety. Argumentami za jego istnieniem są formacje przypominające dawne linie brzegowe, ujścia dolin ukształtowanych przez przepływ cieczy, jak również właściwości chemiczne marsjańskiej gleby i atmosfery. Wczesny Mars musiał mieć jednak gęstszą atmosferę i cieplejszy klimat niż obecnie, by ciekła woda mogła utrzymać się na powierzchni.

### Wenus
Wenus bywa nazywana „siostrzaną planetą” Ziemi z uwagi na podobną wielkość, ciążenie i skład. Podobnie jak Ziemia, ma atmosferę z efektem cieplarnianym, chmurami, deszczem (ściślej virgą) i jest aktywna wulkanicznie. Uważa się, że na wczesnym etapie swych dziejów posiadała również oceany, ale wyparowały one z powodu wzrostu temperatury. To może wynikać z faktu, że Wenus ze względu na powolną rotację, nie ma znaczącego pola magnetycznego, co umożliwia rozbijanie cząsteczek wody przez wiatr słoneczny. Mimo to, ekstremalnie wysoka temperatura na powierzchni Wenus, w połączeniu z miażdżącym ciśnieniem atmosfery złożonej z dwutlenku węgla i deszczami kwasu siarkowego uniemożliwia przetrwanie tam ziemskich form życia. Nie można wykluczyć jednak możliwości istnienia niszy ekologicznej w dolnych i średnich warstwach chmur, gdzie warunki bardziej sprzyjają życiu typu ziemskiego.

### Tytan

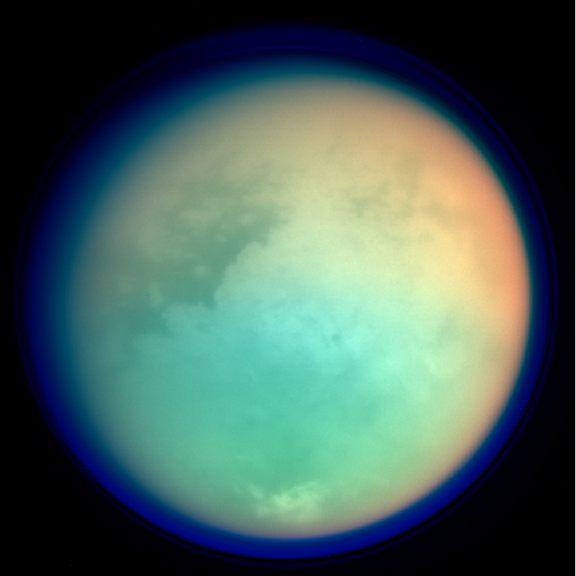
Tytan, księżyc Saturna

Tytan, księżyc Saturna ma pewne cechy wspólne z Ziemią. Tytan ma również gęstą atmosferę, z chmurami i deszczem. Jest to jedyne znane ciało niebieskie oprócz Ziemi, na którym są stałe powierzchniowe zbiorniki cieczy (węglowodorów), oraz prawdopodobnie podpowierzchniowy ocean złożony z ciekłej wody.
Możliwość życia na Tytanie jest wciąż przedmiotem badań.
Za miliardy lat Tytan może stać się bardziej podobny do Ziemi, ponieważ ekosfera Układu Słonecznego będzie odsuwać się od Słońca.
Z drugiej strony, Tytan jest o wiele mniejszy od Ziemi, ma słabszą grawitację, atmosferę z azotu i metanu, bez tlenu. Również efekt antycieplarniany jest szkodliwy dla ziemskich form życia.

## Planety pozasłoneczne

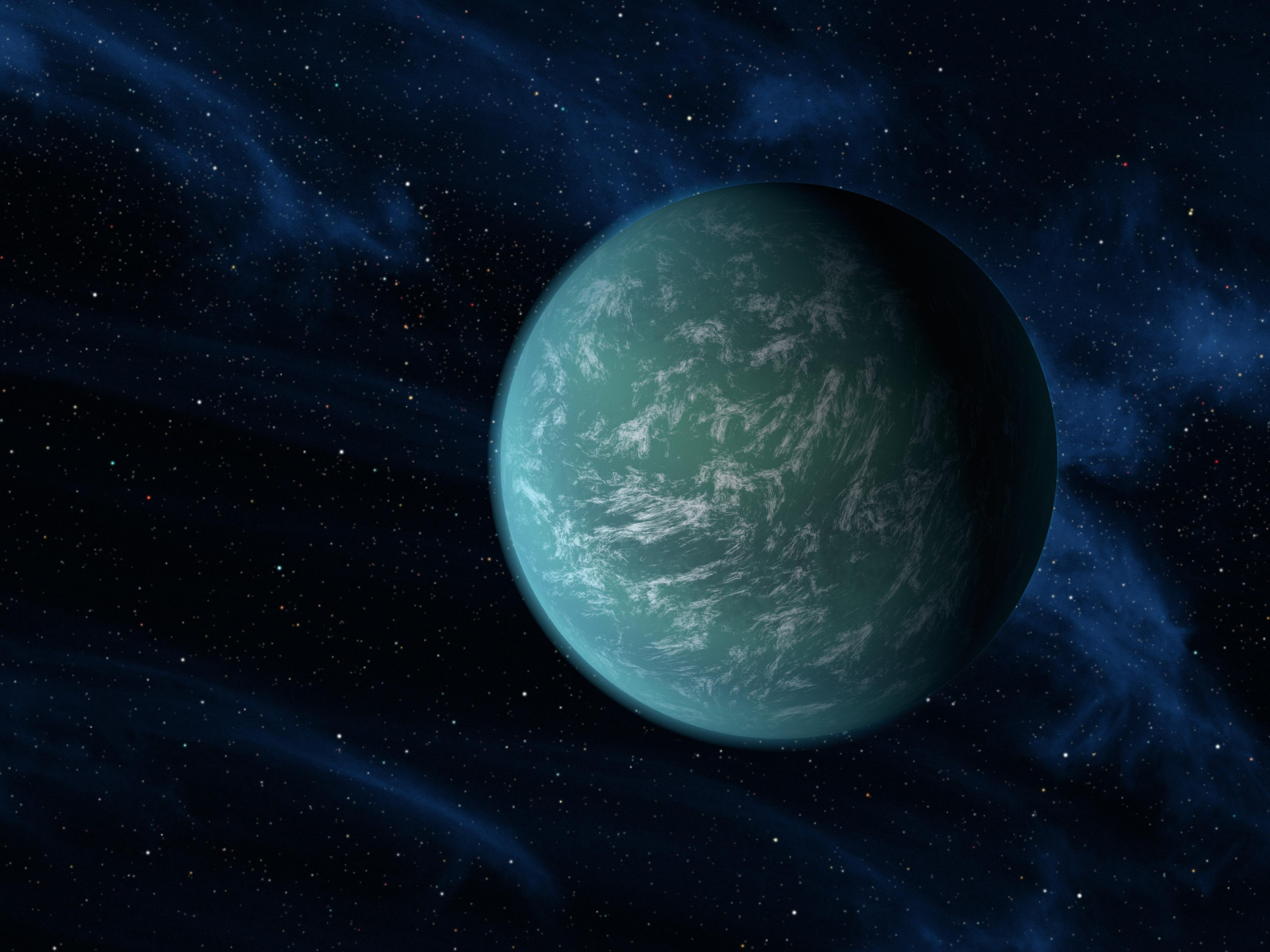
Artystyczna wizja Kepler-22b, możliwie ziemiopodobnej planety okrążającej gwiazdę podobną do Słońca, odległą o około 600 lat świetlnych.

Zasada kopernikańska sugeruje, że istnieje prawdopodobieństwo, że zbieg okoliczności umożliwił powstanie planety ziemiopodobnej, na której mogły uformować się wielokomórkowe formy życia. Z drugiej strony, według hipotezy rzadkiej Ziemi, planeta spełniająca najsurowsze kryteria może znajdować się tak daleko, że ludzie nigdy jej nie odnajdą.
Ponieważ w Układzie Słonecznym nie znaleziono bliźniaczki Ziemi, poszukiwania przeniosły się do innych układów planetarnych. Astrobiolodzy postulują, że taka planeta najpewniej znajdowałaby się w ekosferze, gdzie może istnieć ciekła woda, umożliwiająca życie. Niektórzy astrobiolodzy, np. Dirk Schulze-Makuch, uważają, że wystarczająco masywny naturalny satelita może utrzymywać warunki potrzebne do istnienia życia i być podobnym do Ziemi.
Istnienie jednej z najbardziej obiecujących planet, Kepler-22b, zostało potwierdzone 5 grudnia 2011. Orbituje ona w ekosferze podobnej do Słońca gwiazdy ciągu głównego. Jej promień jest 2,4 raza większy od ziemskiego, a szacowana temperatura powierzchni wynosi 22 °C. Nieznane są jednak inne warunki panujące na planecie, w tym skład i budowa powierzchni. W 2014 pojawiły się doniesienia o odkryciu planety Kepler-186f określanej jako „najbardziej jak dotąd podobną do Ziemi”. W 2014 szacowano ilość odkrytych egzoplanet, na których mogłaby znajdować się woda w stanie płynnym na około 20 (z odkrytych ok. 1800 egzoplanet).

### Szacowana częstość
Częstość występowania planet ziemiopodobnych w Galaktyce i reszcie Kosmosu pozostaje nieznana. Ich liczba może wahać się od jednej (według skrajnej wersji hipotezy rzadkiej Ziemi) do miliardów.
Wiele równań opisujących częstość, takich jak równanie Drake’a, używa szacunków jako bazy dla obliczeń i przewidywań. Często opierają się one na prawdopodobieństwie istnienia planety ziemiopodobnej na orbicie dowolnej gwiazdy typu słonecznego.
Kilka obecnych projektów naukowych, jak misja Keplera ma na celu zwiększenie dokładności szacunków na podstawie danych z tranzytów planet.
W 2008 badania astronoma Michaela Meyera z University of Arizona dotyczące pyłu kosmicznego w okolicach niedawno powstałych gwiazd podobnych do Słońca sugerują, że wokół 20–60% tych gwiazd odbywają się procesy formacji planet skalistych, zbliżone do tych, które dały początek Ziemi.
W 2009 Alan Boss z Carnegie Institution of Science obliczył, że w Drodze Mlecznej powinno być 100 mld planet skalistych, na których mogły powstać tysiące cywilizacji.
W 2011 roku Jet Propulsion Laboratory (JPL), należące do NASA, wykorzystując dane z teleskopu orbitalnego Kepler, oszacowało, że „od 1,4 do 2,7 procent” wszystkich gwiazd podobnych do Słońca ma planety ziemiopodobne krążące „w ekosferach swoich gwiazd”. To oznaczałoby 2 mld takich planet w Drodze Mlecznej. Przyjmując, że inne galaktyki mają podobne parametry, w 50 mld galaktyk obserwowalnego Wszechświata byłoby ich 100 trylionów.
W 2013 w Harvard-Smithsonian Center for Astrophysics, używając metod statystycznych, na podstawie danych z teleskopu Keplera wyliczono liczbę 17 mld planet wielkości Ziemi w Drodze Mlecznej. Nie mówi to jednak nic o ich pozycji w stosunku do ekosfery.

## Terraformowanie

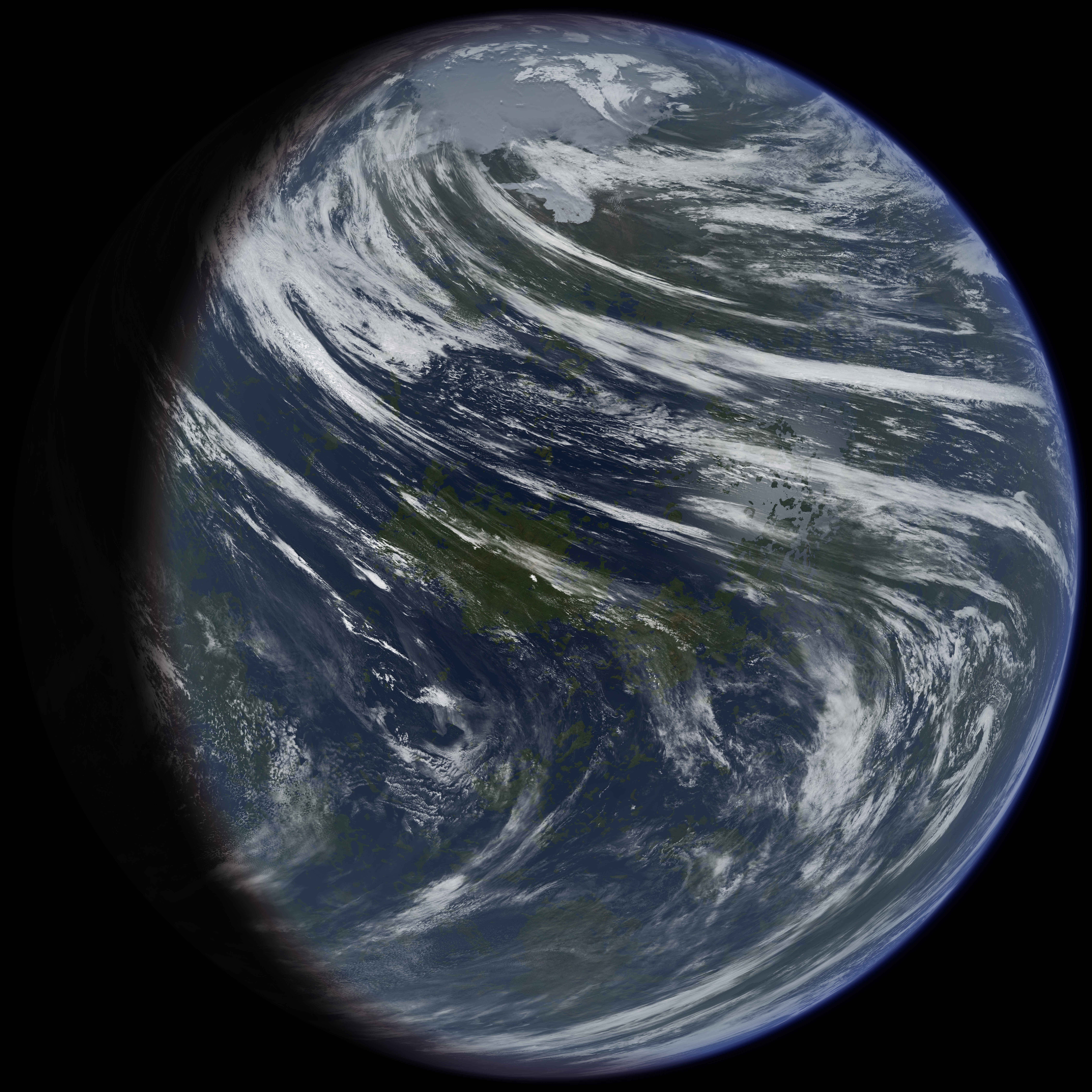
Wizja artyst. Wenus po terraformowaniu

Terraformowanie (dosłownie „kształtowanie Ziemi”) to hipotetyczny proces celowej modyfikacji atmosfery, temperatury, ukształtowania powierzchni i ekologii planety, księżyca lub innego ciała niebieskiego na wzór Ziemi, by stworzyć środowisko przyjazne dla ziemskich organizmów. Jest motywem wielokrotnie pojawiającym się w fantastyce naukowej.
Ze względu na bliskość i zbliżony rozmiar, Mars i w mniejszym stopniu Wenus są najczęściej przytaczanymi kandydatami do tego procesu.